# 出路聯盟
出路聯盟（羅馬化：YELK Dashink）是亞美尼亞的一个政黨聯盟，由公民协议、光明亚美尼亚和共和党）等3个政党組成。它成立於2016年12月12日，目的是參加2017年亞美尼亞議會選舉。它的領導人是埃德蒙·馬魯克揚（光明亞美尼亞的領導人）、尼科爾·帕希尼揚（公民合約領導人）和阿拉姆·萨尔基相（Hanrapetutyun領導人和亞美尼亞前總理）。在其政黨成員同意分別參加2018年亞美尼亞議會選舉後，該聯盟於2018年9月12日解散。